# Plimsoll-mærke
Plimsoll-mærke, er det uformelle danske navn for lastelinjemærke, der viser det mindste tilladelige fribord i forbindelse med skibes lastekapacitet, hvor der tages højde for forskellene i vandets massefylde på forskellige steder og årstider. 
Mærket er påført alle handelsskibe og bliver kontrolleret og godkendt af fartøjets klassifikationsselskab. 
Det officielle engelske navn er International load line. Det uformelle navn stammer fra Samuel Plimsoll, der kæmpede en utrættelig kamp for at forbedre sikkerheden for de engelske søfolk. Kampen endte, da det britiske parlament vedtog the Merchant Shipping Act i 1875. Loven påbød indførelse af lastelinjer på alle handelsskibe. Det forhindrede "kisteskibe" (eng. coffin ship; plimsollere bruges ikke i England), dvs. skibe der bevidst blev overlastet for at ejeren kunne indkassere forsikringspræmien, når skibet sank som forventet. 

## Lastekode
Bogstaverne i lastekoden har følgende betydning:
- TF – Tropisk ferskvand
- F – Ferskvand
- T – Tropisk havvand
- S – Havvand, sommer
- W – Havvand, vinter
- WNA – Vinter i nordatlanten

Plimsoll-mærket (lastelinjemærket) er et relativt mål og er ikke direkte sammenligneligt med Amningsmærker